# 書法女孩 舞動甲子園
《書法女孩 舞動甲子園》（日语：書道ガールズ!! わたしたちの甲子園）是2010年華納兄弟及日本電視台（NTV）製作的日本青春劇情電影，由猪股隆一執導，主演為成海璃子、櫻庭奈奈美、山下莉緒、高畑充希及小島藤子等等。 此片特意於愛媛縣四國中央市及埼玉縣熊谷市取景。
該電影曾於2010年在第63屆坎城電影節之中上映， 其後於同年5月15日正式在日本的某些電影院公開上映。

## 演員及角色
- 早川里子（愛媛縣立四國中央高等學校書法部部長）：成海璃子
- 篠森香奈（愛媛縣立四國中央高等學校書法部副部長）：櫻庭奈奈美
- 岡崎美央（愛媛縣立四國中央高等學校書法部）：山下莉緒
- 好永清美（愛媛縣立四國中央高等學校書法部）：高畑充希
- 山本小春（愛媛縣立四國中央高等學校書法部）：小島藤子
- 池澤宏人（愛媛縣立四國中央高等學校書法部顧問的臨時教師）：金子信昭
- 市之瀨誠（愛媛縣立四國中央高等學校書法部）：森崎溫
- 中野卓也（愛媛縣立四國中央高等學校書法部）：森岡龍
- 村上悟（愛媛縣立四國中央高等學校書法部）：坂口涼太郎
- 高田智也（里子的童年朋友）：市川知宏
- 早川里子的父親：山田明鄉
- 早川里子的母親：朝加真由美
- 岡崎美央的母親：宮崎美子
- 好永清美的父親：岡山一
- 高田智也的祖父：織本順吉
- 伊予寒川站的站長：森本里奧
- 愛媛縣立三島高等學校書法部
- 埼玉縣立川口高等學校書法部
- 埼玉縣立松山女子高等學校書法部
- 商店街魚屋的主人：羽鳥慎一
- 電視台主播人：山本舞衣子

## 工作人員
- 導演：猪股隆一
- 編劇：永田優子
- 製作總監：宮崎洋、城朋子
- 製作者：大山昌作
- 監製：奧田誠治
- 共同監製：菅沼直樹・西山美樹子・千葉知紀・神藏克
- 製作人：藤村直人、坂下哲也
- 協力製作人：笠原陽介
- 音樂：岩代太郎
- 發行商：華納兄弟電影
- 製作商：日テレアックスオン
- 策劃製作：日本電視台
- 宣傳：アルシネテラン
- 策劃：ズームイン!!SUPER
- 攝影：市川正明
- 照明：大內一齋
- 錄音：井家眞紀夫
- 美術製作人：北島和久
- 美術：高野雅裕
- 裝飾：山田好男
- 記錄：館野弘子
- VFX：西村了
- 剪接：松竹利郎
- 安排：足立內仁章
- 助理導演：田部井稔
- 製作主管：田中盛廣
- 書法監察：石飛博光
- 策劃協力：服部一啟（舊愛媛縣立三島高等學校書法部顧問）
- 特別協力：四國中央市、愛媛縣立三島高等學校、南海放送
- 協贊：大王製紙

## 主題曲
- FUNKY MONKEY BABYS「大切」（DREAMUSIC）

## 插曲
- 安潔拉亞季「手紙 〜拝啓 十五の君へ〜」（Epic Records Japan Inc.）
- MONGOL800「小さな恋のうた」
- 小泉今日子「學園天國」（Victor Entertainment）
- 村田英雄「王將」
- 西尾由佳理、羽鳥慎一「由佳理と笛」

## 外部連結
- 《書法女孩 舞動甲子園》電影官方網站 （日語）
- 互联网电影数据库（IMDb）上《書法女孩 舞動甲子園》的资料（英文）